# روني هارمون
روني هارمون (بالإنجليزية: Ronnie Harmon)‏ هو لاعب كرة قدم أمريكية أمريكي، ولد في 7 مايو 1964 في كوينز في الولايات المتحدة.

## وصلات خارجية
- روني هارمون على موقع مرجع كرة القدم المحترفة.كوم (الإنجليزية)